# Ablaberoides nigrobrunnea
Ablaberoides nigrobrunnea är en skalbaggsart som beskrevs av Brenske 1902. Ablaberoides nigrobrunnea ingår i släktet Ablaberoides och familjen Melolonthidae. Inga underarter finns listade i Catalogue of Life.